# Eurovan
Eurovan är de fyra minibussmodeller som kom till genom ett samriskföretag mellan PSA-gruppen, Fiat och Lancia i början av 1990-talet. De tillverkas av Sevel.
Modellerna är tekniskt identiska och skiljer sig åt mest i utrustning och kosmetiska detaljer och särskiljs främst genom olika varumärken och modellnamn. De tillverkas också i samma fabrik i Sevel Nord i Frankrike. År 2002 kom en helt ny generation av dessa modeller med i princip samma koncept. Dock framhävdes de olika varumärkenas identitet starkare designmässigt än i den första generationen. Ett liknande samarbete finns mellan samma tillverkare när det gäller medelstora och större transportfordon.

## Generation 1 (1994-2002)
- Citroën Evasion
- Fiat Ulysse
- Lancia Zeta
- Peugeot 806

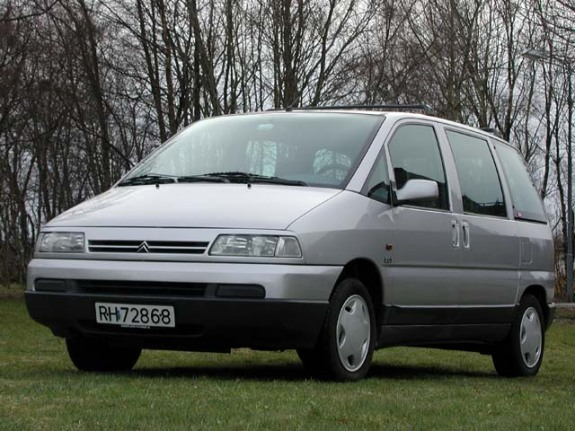
Citroën Evasion ur den första Eurovan-generationen
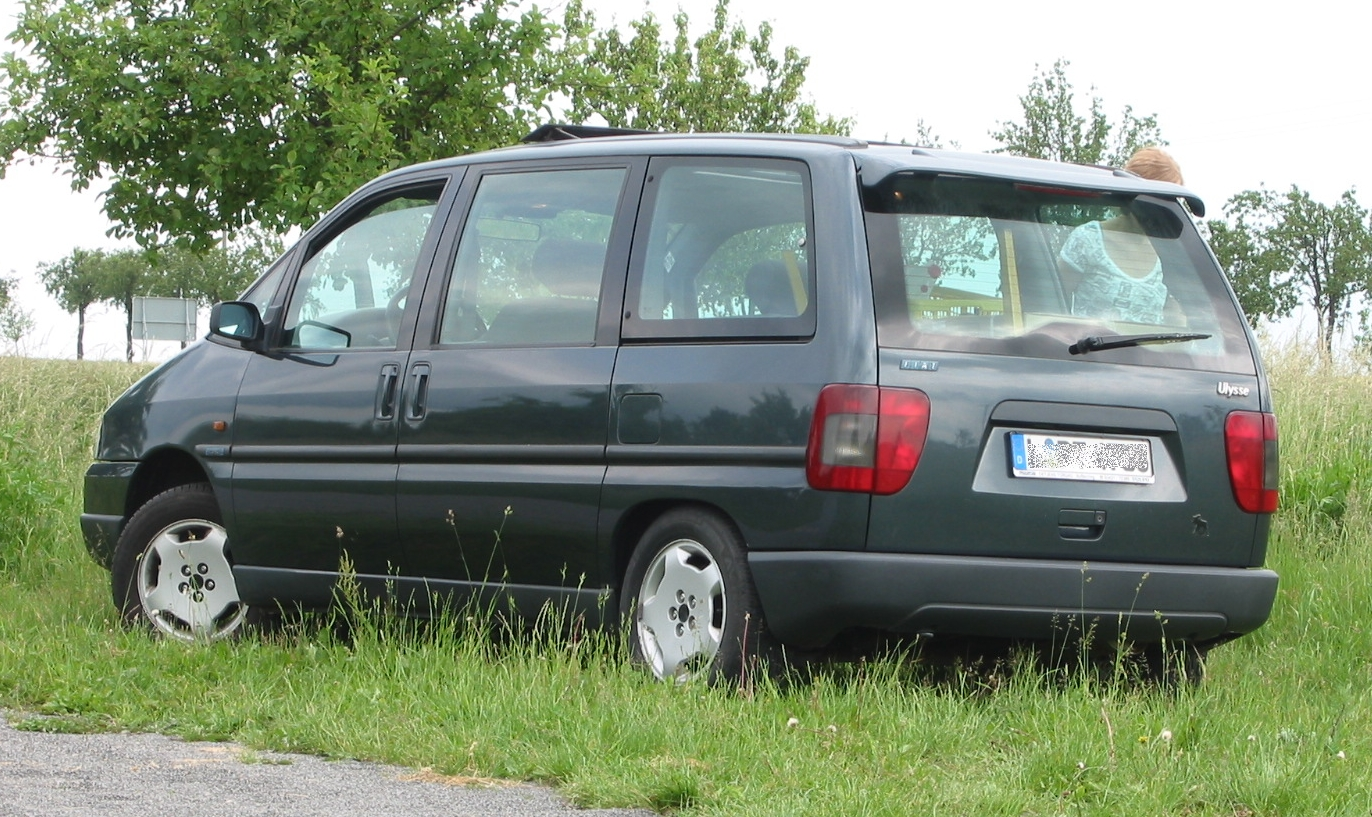
Fiat Ulysse
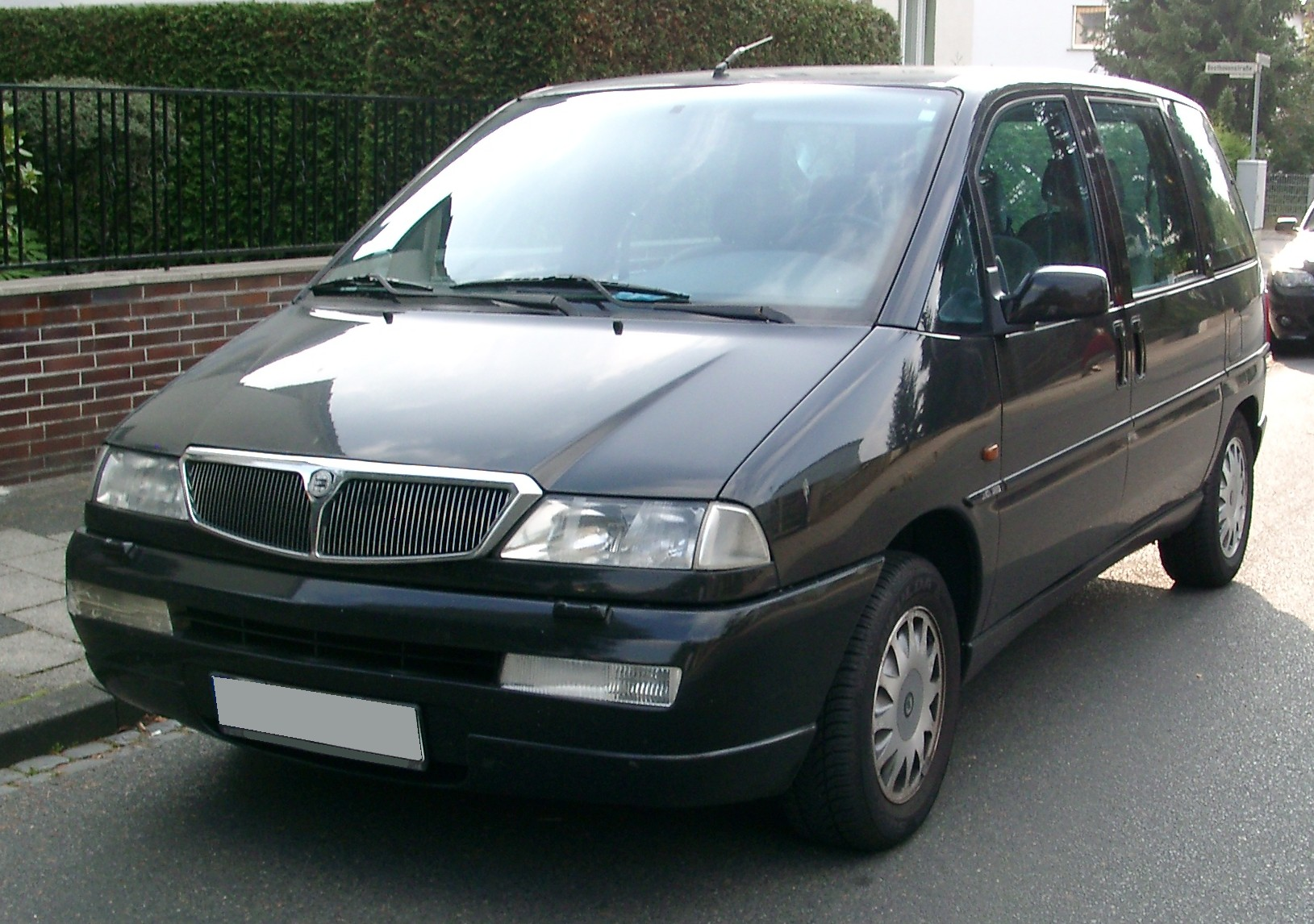
Lancia Zeta
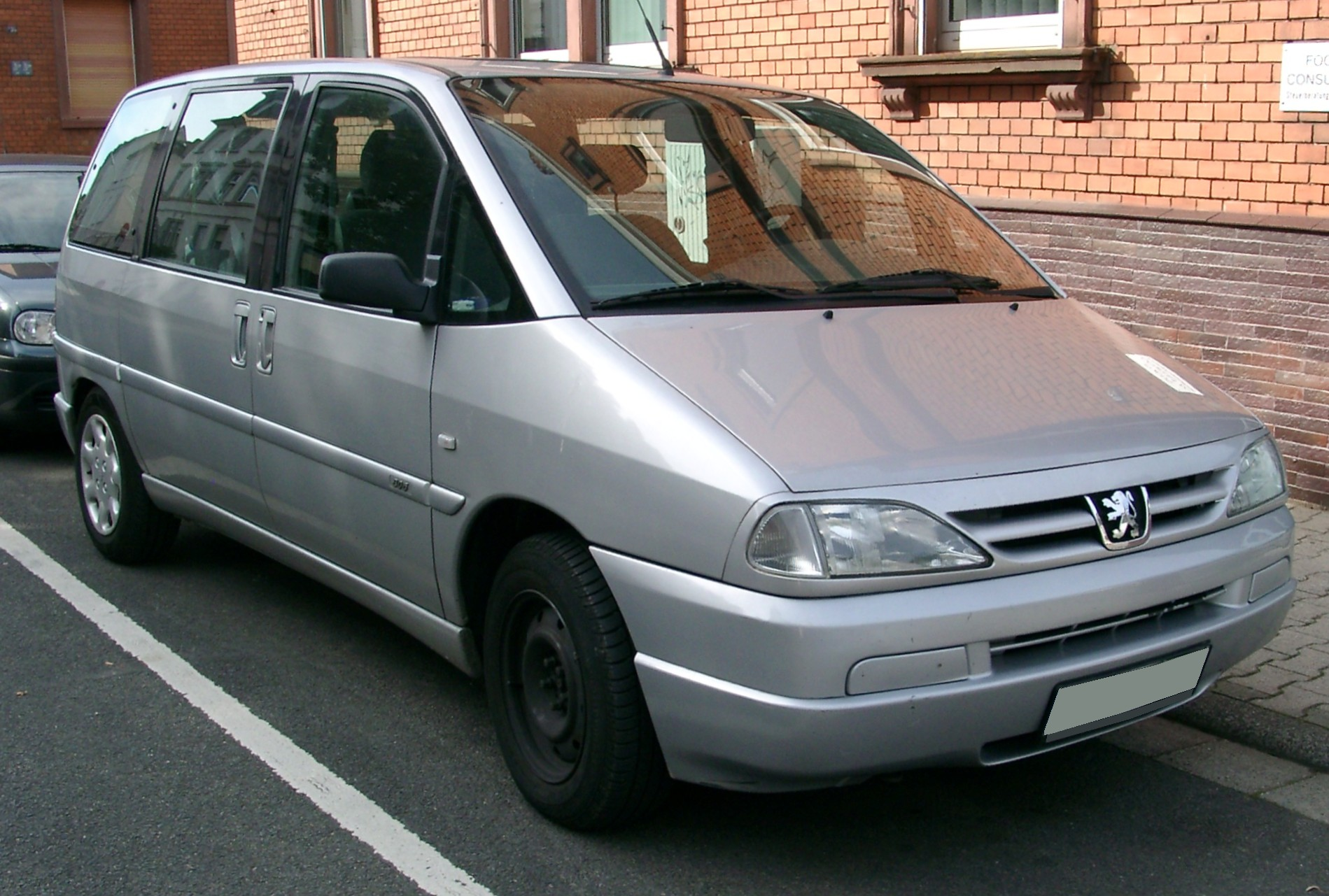
Peugeot 806

## Generation 2 (2002-)

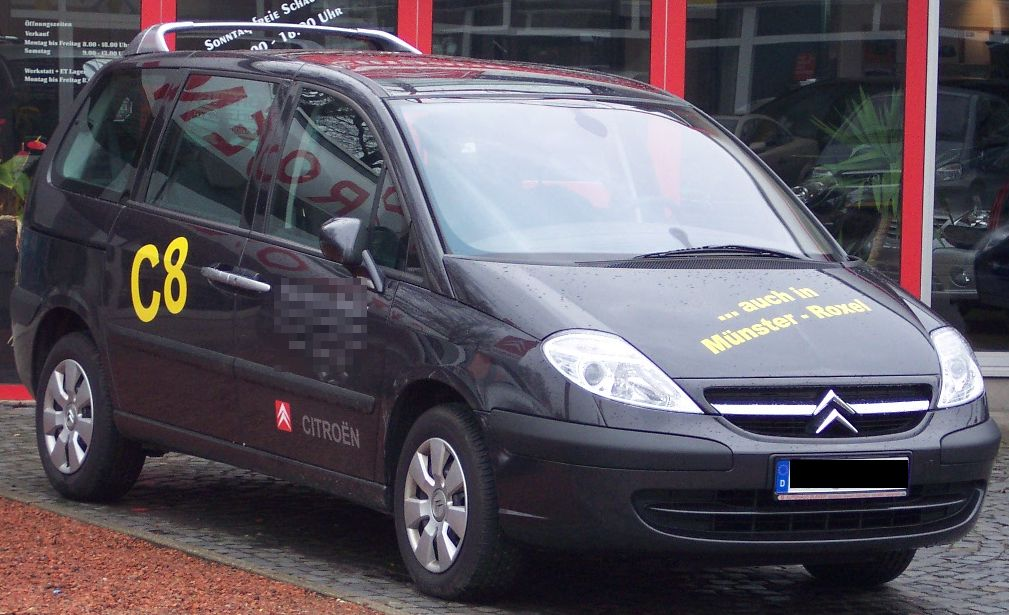
Citroën C8
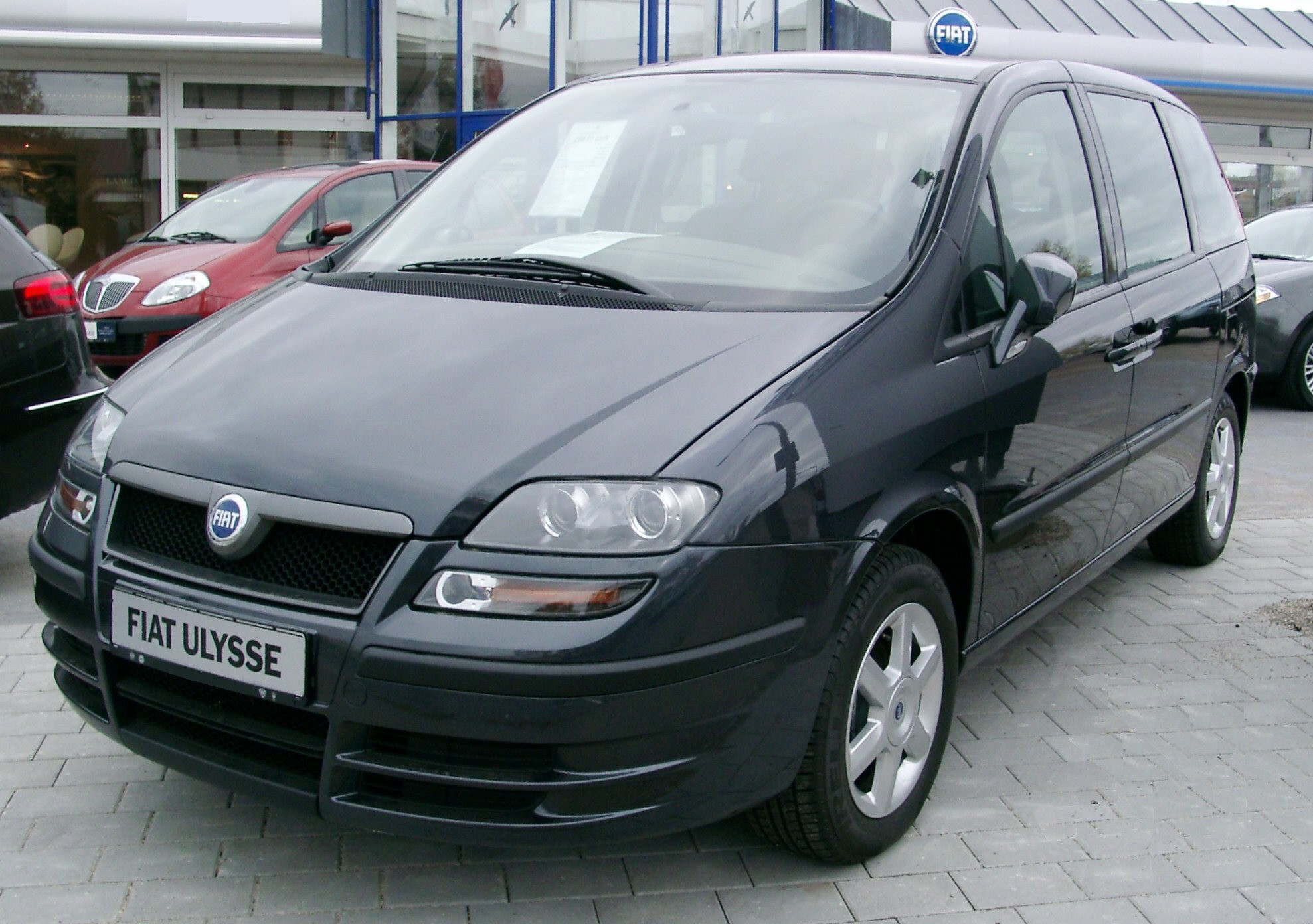
Fiat Ulysse
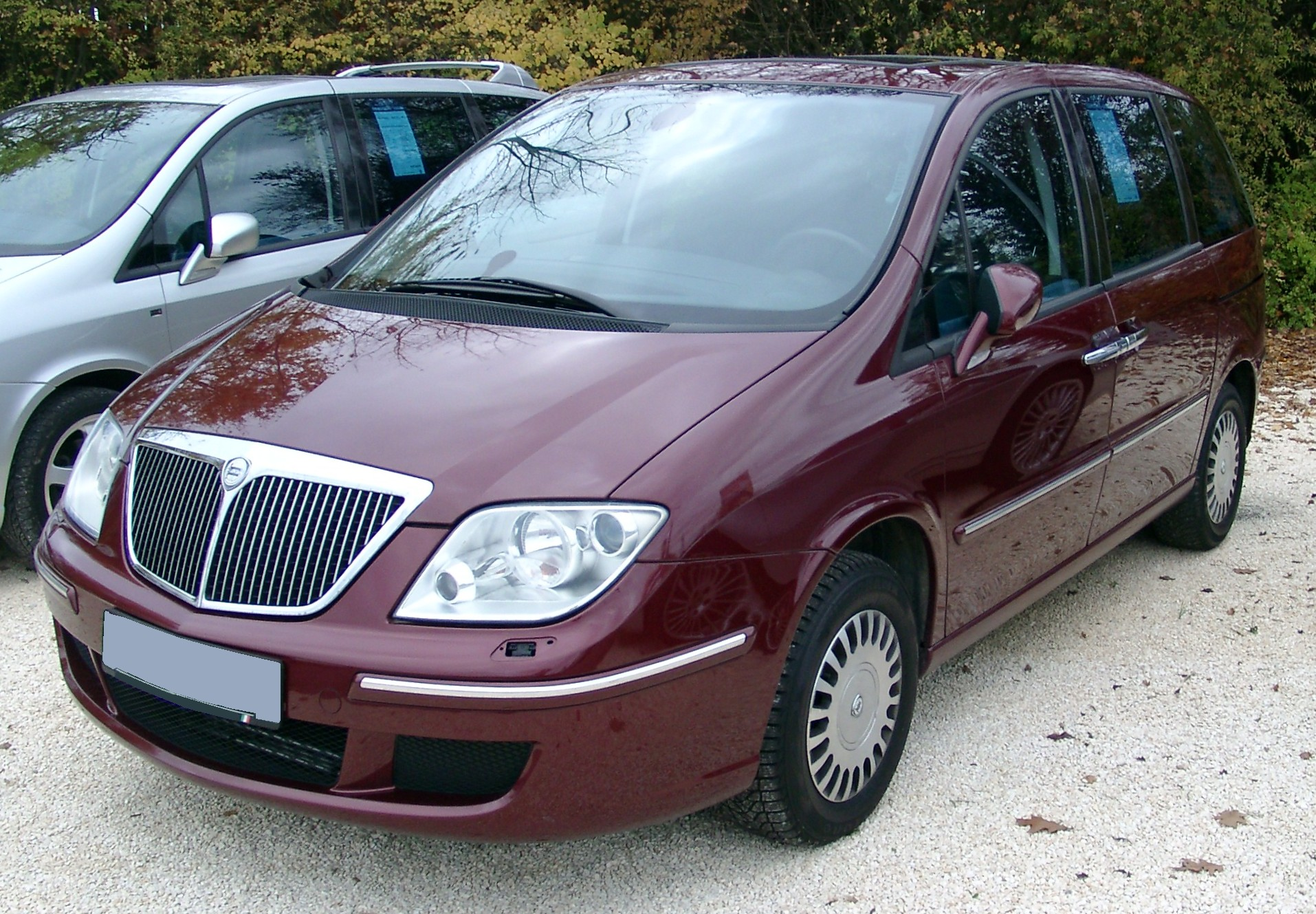
Lancia Phedra
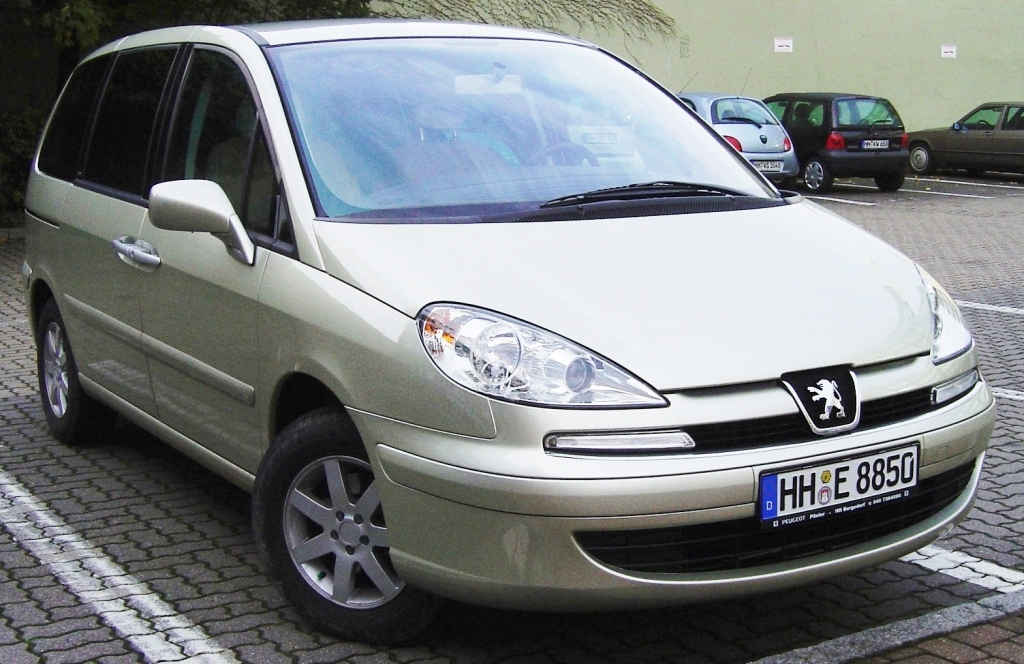
Peugeot 807

- Citroën C8
- Fiat Ulysse
- Lancia Phedra
- Peugeot 807